# Foran
Foran (russisk: Фронт) er en sovjetisk film fra 1943 af Georgij Vasiljev og Sergej Vasiljev.

## Medvirkende
- Boris Zjukovskij som Ivan Gorlov
- Boris Babotjkin som Ognev
- Pavel Geraga som Kolos
- Boris Dmokhovskij som Blagonravov
- Vasilij Vanin som Khripun